# Михайлівка (Миргородський район)
Миха́йлівка — село Гоголівської селищної громади Миргородського району Полтавської області. Населення станом на 2001 рік становило 625 осіб. Колишній орган місцевого самоврядування — Михайлівська сільська рада.

## Географія
Село Михайлівка знаходиться на березі річки Вовнянка, вище за течією на відстані 0,5 км розташоване село Мар'янське, нижче за течією примикає село Дакалівка. На річці є кілька загат. Поруч проходить залізниця.
Віддаль до селища Велика Багачка — 22 км. Найближча залізнична станція Гоголеве — за 7 км.

## Історія
Село Михайлівка виникло не раніше кінця XVIII ст. (на карті Г. Л. де Боплана, а також в "Описах Київського намісництва 70-80 років XVIII ст." не згадується).
Первісна назва села — Лікарське, очевидно, пов'язана з іменем відомого лікаря Миргородського повіту Михайла Яковича Трохимовського (1739-1813), який мав у селі земельні володіння.
За переписом 1859 року у власницькому селі Михайлівці Миргородського повіту було 7 дворів, 135 жителів.
Наприкінці XIX ст. землі Михайлівки були куплені великосорочинським поміщиком О. Малинкою, який побудував тут економію та винокурний завод.
За переписом 1900 року в селі разом з іншими поселеннями (хутір Сидоренків) була Михайлівська селянська громада, що об'єднувала 32 двори, 232 жителя. У 1910 році — 52 двори, 285 жителів.
У січні 1918 року розпочалась радянська окупація.
У 1920 році на базі колишньої поміщицької економії було засновано радгосп, що спеціалізувався на вирощуванні цукрових буряків та зернових культур.
До 1923 року Михайлівка входила до складу Устивицької волості Миргородського повіту, у 1923-1925 роках — до Устивицького району, з 1925 року — до Великобагачанського району.
У 1926 році в Михайлівці налічувалось 82 господарства, 451 житель.
У 1929-1930 роках Михайлівський радгосп було перепрофільовано в племрадгосп з вирощування свиней. З 1939 року радгосп як зразкове господарство брав участь у Всесоюзній сільськогосподарській виставці. У 1938-1940 роках неодноразово нагороджувався Перехідним Червоним прапором ВЦРПС та наркомату радгоспів.
У 1932 році в Михайлівці було відкрито початкову школу, незабаром перетворену в неповну середню.
У 1932–1933 роках внаслідок Голодомору, проведеного радянським урядом, у селі загинуло 25 мешканців (встановлено загиблих), у тому числі встановлено імена 23 загиблих. Збереглися свідчення про Голодомор місцевих жителів, серед яких Вільхова О. Х. (1918 р. н.), Кудря М. В. (1925 р. н.).
У період німецько-фашистської окупації Михайлівки (15 вересня 1941 — 19 вересня 1943) гітлерівці спалили чимало громадських будівель.
У 1958 році в селі було встановлено пам'ятники воїнам-односельцям, які полягли (47 чол.) під час Німецько-радянської війни, та радянським воїнам, що загинули при визволенні села 1943 року.
Рішенням Полтавського облвиконкому від 14 серпня 1984 року у Великобагачанському районі було перенесено центр Мар’янської сільради у с. Михайлівку того ж району, сільраду було перейменовано на Михайлівську.
У 1990 році населення села становило 797 осіб.
У 1991 році в селі були радгосп "Перемога" (господарство з розведення племінних свиней), відділення зв'язку, АТС, радіовузол, неповна середня школа, дитсадок, Будинок культури на 400 місць, бібліотека (9 тис. одиниць літератури). Діяв водогін.

## Політика

### Парламентські вибори, 2019
На позачергових парламентських виборах 2019 року у селі функціонувала окрема виборча дільниця № 530021, розташована у приміщенні школи.
Результати
- зареєстровано 340 виборців, явка 54,41%, найбільше голосів віддано за «Слугу народу» — 42,70%, за Всеукраїнське об'єднання «Батьківщина» — 18,38%, за Опозиційну платформу — За життя і Радикальну партію Олега Ляшка — по 11,35%.[2] В одномандатному окрузі найбільше голосів отримала Анастасія Ляшенко (Слуга народу) — 26,11%, за Олексія Баганця (Всеукраїнське об'єднання «Батьківщина») — 23,33%, за Фахраддіна Мухтарова (самовисування) — 16,67%[3].

## Об'єкти соціальної сфери
- Михайлівська загальноосвітня школа І ступеня (станом на 2023 не функціонує)
- Будинок культури на 400 місць
- Бібліотека

## Пам'ятки історії
- Пам'ятник радянським воїнам, що загинули при визволенні села 1943 року
- Пам'ятник воїнам-односельцям, які полягли під час Німецько-радянської війни

## Відомі люди
- Бака Михайло Васильович (1937—2018) — колишній завідувач кафедри всесвітньої історії Полтавського педагогічного університету імені В. Г. Короленка (нині — національний педуніверситет імені В. Г. Короленка), кандидат історичних наук, доцент
- Явтушенко Олег Олександрович (1997-2022) — старший лейтенант Збройних Сил України, учасник російсько-української війни, що загинув у ході російського вторгнення в Україну в 2022 році.
- Земельні володіння у селі мав Трохимовський Михайло Якович (1739—1813) — повітовий лікар Миргородського повіту